# Erdei szamóca
Az erdei szamóca vagy szamóca, földi eper (Fragaria vesca) a rózsafélék (Rosaceae) családjának Fragaria nemzetségébe tartozó, a termesztett eperénél kisebb, de ahhoz hasonlóan ízletes gyümölcsöt termő, Magyarországon is őshonos növény. A Fragaria nemzetségnek az erdei szamócán kívül még két faja él hazánkban, ezeket gyakran (tévesen) szintén erdei szamócának nevezik. Diploid kromoszómaszámú faj.

## Jellemzői
Gyöktörzsén hármasan összetett tojásdad, fűrészes szélű levelek vannak, valamint hosszú, legyökerező indákat fejleszt. Tőkocsányán bogas virágzatot hoz. Áprilistól júliusig virágzik. Virágai öt fehér sziromlevélből állnak, melyek érintkeznek egymással. Levelei világoszöld színűek, fonákjuk selymesen szőrös, szélükön durván fűrészesek, hármasan összetettek. A csészelevél éréskor elálló, nem simul a termésre. A termés csoportos aszmag. A vacokról könnyen leváló gyümölcs színe piros.
Erdőszéleken, erdei tisztásokon, útszéleken fordul elő, majdnem egész Európában és Ázsiában megtalálható. E növényfaj előfordul a Bükk-vidéken.
|  |  |  |

## Felhasználása
Az erdőkben növő szamócát, mint a kertekben is bőven termő, a levegőt átható illattal betöltő, sokoldalúan felhasználható növényt régen a tündérekkel hozták kapcsolatba. Később Szűz Mária oltalmába ajánlották.
Szárított levelét teakeverékekhez keverve gyógyfűteák íz-, és illatjavítója. Gyümölcse frissen, tejszínhabbal tálalva nagyon finom, de dzsemnek és sütemények készítésére is használjuk.
A levél szárításakor ügyelni kell arra, hogy a fonnyadó levelekben káros anyagok keletkeznek, amely csak a száraz levelekből tűnik el.
Vasat (Fe), 9 g fehérjét, 6 g növényi zsírt, 72 g szénhidrátot, 7 g szerves sót, 8 g rostanyagot tartalmaz kilogrammonként.

## Hatóanyagai
Levelei flavonoidokat (kvercetint), cserzőanyagokat (ellagitanninokat), kávésav származékokat, citrált, triterpén-alkoholt, nyomokban illóolajat tartalmaznak. Termésének magas a C-vitamin tartalma (100 g termésben 60 mg), valamint ásványi anyagok (kalcium, kálium, magnézium, mangán, vas, cink található benne.

## Gyógyhatásai
Főzetét szájnyálkahártya-gyulladás és fogínysorvadás, teáját gyomor-, és bélpanaszok, hasmenés, aranyér esetén használják. Segít vérszegénység, fáradékonyság, máj, lép, epe működési zavarok ellen. Fagyási sérülésekre szárított terméséből hatásos szer készíthető.